# شریدن (وایومینگ)
شریدن(به انگلیسی: Sheridan) شهری در ایالت وایومینگ کشور ایالات متحده آمریکا است که جمعیت آن در سرشماری سال ۲۰۱۰ میلادی، ۱۷٬۴۴۴ نفر بوده‌است.